# Невядово
Невядово (пол. Niewiadowo, нім. Harmsdorf) — село в Польщі, у гміні Ґоленюв Голеньовського повіту Західнопоморського воєводства.
Населення — 49 осіб (2011).
У 1975-1998 роках село належало до Щецинського воєводства.

## Демографія
Демографічна структура станом на 31 березня 2011 року:
|          | Загалом | Допрацездатний вік | Працездатний вік | Постпрацездатний вік |
| -------- | ------- | ------------------ | ---------------- | -------------------- |
| Чоловіки | 27      | 5                  | 22               | 0                    |
| Жінки    | 22      | 3                  | 12               | 7                    |
| Разом    | 49      | 8                  | 34               | 7                    |